# Großer Preis von Hockenheim 1967
Der Große Preis von Hockenheim 1967, auch Sports Car Grand Prix, Hockenheim, war ein GT-Rennen das am 9. Juli 1967 auf dem Hockenheimring ausgefahren wurde. Gleichzeitig war das Rennen der achte Lauf zur Sportwagen-Weltmeisterschaft dieses Jahres.

## Das Rennen
Der Große Preis von Hockenheim endete nach einer Fahrzeit von 1 Stunde und 47 Minuten mit dem Sieg von Toine Hezemans, der einen Werks-Abarth 1300GT fuhr. Auf den Plätzen zwei und drei folgten mit Ernst Furtmayr und Erich Bitter zwei weitere Abarth-Piloten.

## Ergebnisse

### Schlussklassement
| 1               | S 1.3  | 3  | Abarth                 | Toine Hezemans             | Abarth 1300 OT            | 45 |
| 2               | S 1.3  | 2  | Abarth                 | Ernst Furtmayr             | Abarth 1300 OT            | 45 |
| 3               | S 1.3  | 5  | Abarth Deutschland     | Erich Bitter               | Abarth 1300 OT            | 45 |
| 4               | S 1.3  | 7  | Abarth Deutschland     | Helmut Krause              | Abarth 1300 OT            | 43 |
| 5               | GT 1.3 | 29 | Matra Benelux          | Jean Pier                  | Matra Djet 5S             | 39 |
| 6               | GT 1.3 | 26 | Glas                   | Heinrich Baumgartner       | Glas 1300 GT              | 38 |
| 7               | GT 1.0 | 30 | Solex                  | Karl-Heinz Panowitz        | NSU Wankel Spider         | 38 |
| 8               | GT 1.3 | 25 | Glas                   | Karl Herd                  | Glas 1300GT               | 38 |
| 9               | GT 1.0 | 31 | Renngemeinschaft Lahn  | Gerd Rustige               | NSU Wankel Spider         | 37 |
| 10              | GT 1.0 | 33 | Renngemeinschaft Lahn  | Rolf Edel                  | NSU Wankel Spider         | 37 |
| 11              | GT 1.0 | 34 | Renngemeinschaft Lahn  | Heinz Schondelmaier        | NSU Wankel Spider         | 35 |
| 12              | GT 1.0 | 32 | Renngemeinschaft Lahn  | Helmut Bez                 | NSU Wankel Spider         | 35 |
| 13              | GT 1.0 | 36 | Steinwinter Automobile | Horst Schmidt              | Honda S800                | 34 |
| 14              | S 1.0  | 16 | Abarth Switzerland     | Pierre Sourky              | Fiat-Abarth 850           | 33 |
| 15              | GT 1.0 | 38 | Steinwinter Automobile | Wilfried Zahn              | Honda S800                | 33 |
| 16              | GT 1.0 | 37 | Steinwinter Automobile | Herbert Heimer             | Honda S800                | 31 |
| Nicht klassiert |        |    |                        |                            |                           |    |
| 17              | S 1.0  | 4  | Diva Cars              | John Bloomfield            | Diva GT                   |    |
| Ausgefallen     |        |    |                        |                            |                           |    |
| 18              | S 1.3  | 1  | Abarth                 | Kurt Ahrens                | Abarth 1300 OT            |    |
| 19              | GT 1.0 | 31 | Abarth                 | Eberhard Mahle             | Fiat-Abarth 1000          | 15 |
| 20              | S 1.0  | 15 | Badonia                | Karl Bolzhauser Theo Hofer | Fiat-Abarth 1000 Bialbero |    |
| 21              | S 1.0  | 17 | Fixo-Flex              | Kurt Geiss                 | Fiat-Abarth 1000          |    |
| 22              | GT 1.3 | 27 | Glas                   | Gerhard Bodmer             | Glas 1300GT               |    |
| 23              | GT 1.0 | 35 | Steinwinter Automobile | Martin Braungart           | Honda S800                |    |

### Nur in der Meldeliste
Hier finden sich Teams, Fahrer und Fahrzeuge, die ursprünglich für das Rennen gemeldet waren, aber aus den unterschiedlichsten Gründen daran nicht teilnahmen. 
| Pos. | Klasse | Nr. | Team               | Fahrer             | Chassis            |
| ---- | ------ | --- | ------------------ | ------------------ | ------------------ |
| 24   | S 1.3  | 8   | Scuderia Lufthansa | Reinhold Joest     | Abarth 1300GT      |
| 25   | S 1.0  | 16  | Nord               | Jean-Pierre Brun   | Elva Mk.7          |
| 26   | GT 1.3 | 28  | Alexander Herrgott | Alexander Herrgott | Matra Djet 5S      |
| 27   | GT 1.3 | 38  | Abarth Switzerland | Michel Piller      | Fiat-Abarth 1000GT |

### Klassensieger
| Klasse | Fahrer              | Fahrzeug          | Platzierung im Gesamtklassement |
| ------ | ------------------- | ----------------- | ------------------------------- |
| S 1.3  | Toine Hezemans      | Abarth 1300GT     | Gesamtsieg                      |
| S 1.0  | Pierre Soukry       | Fiat-Abarth 850   | Rang 14                         |
| GT 1.3 | Jean Pier           | Matra Djet 5S     | Rang 5                          |
| GT 1.0 | Karl-Heinz Panowitz | NSU Wankel Spider | Rang 7                          |

### Renndaten
- Gemeldet: 27
- Gestartet: 23
- Gewertet: 16
- Rennklassen: 4
- Zuschauer: unbekannt
- Wetter am Renntag: warm und trocken
- Streckenlänge: 6,769 km
- Fahrzeit des Siegerteams: 1:47:50,400 Stunden
- Gesamtrunden des Siegerteams: 45
- Gesamtdistanz des Siegerteams: 304,605 km
- Siegerschnitt: 169,476 km/h
- Pole Position: unbekannt
- Schnellste Rennrunde: Toine Hezemans – Fiat-Abarth 1300GT  (#3) – 2:19,600 = 174,559 km/h
- Rennserie: 8. Lauf zur Sportwagen-Weltmeisterschaft 1967